# Gustav Lustig
Gustav Lustig (5. července 1849 Kardašova Řečice – 9. dubna 1913 Portorož) byl český chemik, vynálezce, cestovatel a propagátor cestování vzducholodí.
Vystudoval gymnázium v Písku a chemii na pražské technice a od roku 1869 pracoval jako chemik a ředitel v cukrovarech firmy Schoeller. Vyvinul různá vylepšení v oblasti výroby cukru a zvláště přispěl k rozvoji procesu difúze. Byl také jedním z prvních propagátorů cestování vzducholodí v Rakousku.
Jeho bratry byli pedagog a spisovatel Karel Lustig a technik a starosta Kardašovy Řečice Alois Lustig.
Jeho písemná pozůstalost se částečně nachází v Husitském muzeu (ve Veselí nad Lužnicí) a ve Státním okresním archivu Uherské Hradiště.

## Dílo
- Die Union der Techniker, 1908;
- Zahlreiche Abhandlungen in Fachzeitschriften;